# Geer & Goor: Zoeken een hobby!
Geer & Goor: Zoeken een hobby! is een Nederlands televisieprogramma dat wordt uitgezonden op RTL 4. In dit programma helpen Gerard Joling en Gordon ouderen bij het zoeken naar een hobby.
Het programma is een vervolg op Geer & Goor: waarheen, waarvoor?. Het programma is in 2016 genomineerd voor de Gouden Televizier-Ring, die wordt uitgereikt tijdens het jaarlijkse Gouden Televizier-Ring Gala.
Als vervolg op deze serie maakten Gerard en Gordon in 2017 het programma Geer & Goor: Stevig gebouwd. In het programma helpen ze bij een bouw of verbouwing in een tehuis voor ouderen.